# Henrys Fork
Der Henrys Fork (deutsch: Henrys (Fluss-)Arm) ist ein Zufluss des Green Rivers mit einer Länge von 90 km (56 Meilen) im Norden des US-Bundesstaates Utah und im Süden Wyomings.

## Verlauf
Er entspringt in den Uinta Mountains an den Hängen des Berges Red Castle (3940 m) im Summit County, Utah und fließt in nordöstlicher Richtung ins Uinta County, Wyoming durch das Gebiet von Lonetree, wo er sich nach Osten wendet. Er überschreitet die Grenze ins Sweetwater County, Wyoming, wo er durch McKinnon fließt und unmittelbar hinter der Grenze zum Daggett County, Utah auf einer Höhe von 1842 m bei Manila im Flaming Gorge Reservoir in den Green River mündet.

## Geschichte
Der Fluss ist nach Andrew Henry benannt, einem Pelzhändler am Anfang des 19. Jahrhunderts. 1825 fand am Ufer des Flusses im Gebiet des heutigen McKinnon das erste der jährlichen  Handelstreffen der Trapper und Pelzhändler der Rocky Mountain Fur Company, der Gesellschaft von William Henry Ashley (dem früheren Partner von Andrew Henry), statt. Dazu kamen alle berühmten Mountain Men des Unternehmens, wie Thomas Fitzpatrick, Jedediah Smith, Jim Bridger, William Sublette und sein Bruder Milton, David E. Jackson, Etienne Provost und James P. Beckwourth zusammen, lieferten die Biberpelze ab, wurden bezahlt und kauften von den Erträgen die Tauschgüter und Ausrüstung für das nächste Jahr. 91 Trapper des eigenen Unternehmens kamen, Indianer mehrerer Völker wie Cheyenne und Crow und sogar Pelzjäger der britischen Hudson’s Bay Company, die vertragsbrüchig wurden und ihre Felle den Amerikanern verkauften. Das Treffen wurde zu einem großen Fest und etablierte diese Abwicklung des Handels unter dem Namen Rendezvous für die folgenden Jahre.